# Antonio García-Bellido
Antonio García-Bellido ForMemRS (Madrid, 30 de abril de 1936) é um biólogo do desenvolvimento espanhol.

## Vida
É professor pesquisador do Conselho Superior de Investigações Científicas desde 1974.